# Harriet Harman
Harriet Ruth Harman, baronessa Harman (Londra, 30 luglio 1950), è una politica britannica, ex leader del Partito Laburista e membro della Parlamento.
In passato ha ricoperto la carica di Leader della Camera dei comuni, di Lord custode del sigillo privato, di Ministro per le donne e le pari opportunità e precedentemente di Ministro per le donne, oltre ad essere stata Solicitor general e Segretario di Stato per la sicurezza sociale nei governi presieduti da Gordon Brown e Tony Blair
Attualmente è, tra le deputate, quella con una maggior longevità nel risiedere in parlamento.

## Biografia e posizioni politiche
La Harman è nata a Londra nel 1950. Laureatasi in scienze politiche all'Università di York, è fa parte di un gruppo che promuove e difende le libertà civili chiamato Liberty. Fu sposata con il deputato laburista Jack Dromey dal 1982 fino alla sua morte in mandato nel 2022.
Molto nota per le sue posizioni politiche femministe e in difesa delle libertà civili, la parlamentare britannica, dopo essere stata vicesegretario di partito nell'Era Brown, ha ricoperto la carica di leader ad interim dei Laburisti fino all'elezione di Ed Miliband come leader del partito.
Deputata dal 1982 nella Camera dei Comuni, è sempre stata eletta tra le file del Partito Laburista ed è considerata una sostenitrice dell'ex premier Brown, candidato alle elezioni generali del 2010 ma sconfitto dai Conservatori.
L'8 maggio 2015, in seguito alle dimissioni di Ed Miliband, ha assunto nuovamente la carica di leader ad interim del Partito Laburista, ruolo che manterrà fino all'elezione di Jeremy Corbyn il 12 settembre successivo.